# おいハンサム!!
『おいハンサム!!』は、2022年1月8日から2月26日まで東海テレビ制作・フジテレビ系の「土ドラ」枠で放送された深夜ドラマ。主演は吉田鋼太郎。全8回。
何かと融通が利かない父と、男を見る目がない三姉妹、そして全てを超越した母が織りなすラブ&ファミリーコメディー。
2024年4月6日から5月25日まで同枠にてシーズン2が放送された。
以下、本稿では便宜上、第1作を「S1」、Season2を「S2」の略称で表記する。

## 概要
伊藤理佐の漫画『おいピータン!!』シリーズを中核原作とし、『渡る世間はオヤジばかり』『チューネン娘。』『あさって朝子さん』の各作品の内容も織り交ぜたオリジナルストーリー。東海テレビの「土ドラ」枠第2弾作品であり、日本映画放送との初の共同制作。日本映画専門チャンネルでは、地上波放送版でカットした未公開映像やエピソードを追加し、再編集したディレクターズカット版を放送。

## 受賞歴
- 2022年日本民間放送連盟賞「番組部門 テレビドラマ番組」・「優秀」[7]
- 東京ドラマアウォード2022[8]
  - 作品賞〈連続ドラマ部門〉優秀賞

## あらすじ
伊藤源太郎と妻・千鶴には娘が3人いる。娘たちは成人しており、それぞれ独立して立派に暮らしていると思っていた。だが、実は3人とも男を見る目が全くなかった。先行き不安な娘たちが幸せになるために父・源太郎がある突飛な行動を起こす。

## キャスト

### 伊藤家
伊藤源太郎〈58〉
演 - 吉田鋼太郎（独身時代：原田翔平）
昭和の頑固オヤジ。鵯越コンサルティングで本部長を務める中間管理職。心配事があるとうつ伏せで寝る。
伊藤由香〈30〉
演 - 木南晴夏（幼少期：羽鳥心彩 - S1、丸山澪 - S2）
伊藤家の長女。ランチコミュニケーションズで働く仕事ができる会社員。未婚。一人暮らししている。
伊藤里香〈25〉
演 - 佐久間由衣（幼少期：榊原友梨花、小学生時代：河野凪桜）
伊藤家の次女。結婚して大阪に住んでいたが、夫の不倫を暴き、離婚、以前勤めていた出版社に再就職（S１）、新発売製品好きのつながりで既婚の原さんに好意を持つ（S2)。三姉妹の中で一番モテる。
伊藤美香〈22〉
演 - 武田玲奈（幼少期：三好菜子 - S1、真望 - S2）（小学生時代：共田すず）
伊藤家の三女。食品関係の会社員。未婚。早く結婚したいと思っている。
伊藤千鶴〈48〉
演 - MEGUMI、（独身時代：森谷菜緒子）
源太郎の妻。何が起こっても動じる事なく受け流す、心の広いお母さん。

### 源太郎の関係者
大森利夫
演 - 浜野謙太
ハムカツ＆カンパニー 法人事業部 課長代理。源太郎の取引相手。源太郎とは何かと馬が合う。由香と以前付き合っていた。
渡辺
演 - 太田莉菜
大森の会社の同僚。いつも大森のラーメンに付き合わされて蘊蓄も聞かされているが、実は少しウザいと思っているらしい。
喜多
演 - 結城モエ
源太郎の部下。
品川
演 - 西本銀二郎
源太郎の部下。
高井
演 - 一ノ瀬竜
源太郎の部下。
源太郎の部下
演 - 米盛有彩、日中泰景、駒水健（S1）

### 美香の関係者
ユウジ
演 - 須藤蓮
自称漫画家。美香の彼氏。
大倉学
演 - 高杉真宙（S1、S2最終話）
ライトハウス保険会社勤務のエリートサラリーマン。合コンで美香と出会い、彼氏がいると正直に言った美香に連絡先を渡す。
シイナ
演 - 野波麻帆
美香の会社の同僚。いい大学を出ている。いつも胸が尖っていて、美香がいつかいい下着を教えてあげたいと思っている。
楠山
演 - 山中聡
美香が勤務する給食会社社長。
小浦
演 - 中村靖日（S1第4話 - 最終話、S2）
美香の同僚。ヤギを飼っている。
翔子
演 - 逢沢りな（S2）
ユウジのファン。実は大企業の社員。
須永ノブ
演 - 齋藤璃佑（S2第2話 - ）
割と思ったことをなんでも口にしてしまう今どき男子。元美術部で似顔絵が上手い。
美香の同僚
演 - 高山璃子（役名：ケイコ）（S2第2話 - ）、村中暖奈（役名：クミ）（S2第2話 - ）、白石優愛（役名：ユミ）（S2第2話 - ）

### 由香の関係者
竜也
演 - 久保田悠来（S1・S2第3話）
由香の不倫相手。
青山
演 - 奥野壮（S1）
フリーライター。由香が取引先で知り合い、いい感じになる。
サエ
演 - 紗都希（S1第2話 - ・S2）
由香の会社の後輩。
由香の同僚
演 - 持田加奈子（役名：和美）、矢吹百花（役名：晶）（S2）

### 里香の関係者
浅利大輔
演 - 桐山漣（S1・S2第3話・第5話）
銀行員で里香の夫。少しモラハラ気質がある。
美香に不倫を暴かれ離婚（S1）、その後も付きまとう（S2）
橋本
演 - ふせえり（S1第7話・最終話、S2）
里香の上司。

### その他
ミチル
演 - 藤田朋子
伊藤家のご近所さん。

### ゲスト（S1）

#### 第1話（S1）
山下（新人くん・前髪くん）
演 - 京典和玖（第2話・最終話）
大森の会社の新入社員。いつも前髪をいじって直している。
そば屋のおばあさん
演 - 梅沢昌代
源太郎がよく行く蕎麦屋「あみや」のおばあさん。夫と2人で店を切り盛りしている。
店の客
演 - 中井さくら
源太郎が部下を連れて入った店の客。源太郎の話に感銘をうけ、礼を言って帰っていく。
美香たちが妄想する美女
演 - 蒲生麻由
源太郎の仕事相手として美香たちが妄想する女性。
焼き芋屋
演 - 大賀太郎

#### 第2話（S1）
女社長（影がヘン）
演 - 平栗あつみ
源太郎たちの取引相手。
占い師
演 - 光宗薫（第5話、S2第1話・第7話）
美香が占ってもらう辻占い師。
コペル先生
演 - 西堀亮（マシンガンズ）
テレビ番組「コペル先生 いきものワンポイント」の出演者。
キャスター
演 - 道岡桃子
「コペル先生 いきものワンポイント」のキャスター。
大森と一緒にいる女性
演 - 原あや香
大森と一緒に飲んでいるところを由香に見つかり、絡まれる。
竜也の不倫相手
演 - 桐生美希（第3話・第4話）
竜也と一緒にいるところを由香に目撃される。
竜也の妻
演 - 若井尚子（第3話・第4話・最終話）
自宅の前に立っている由香に声をかけ、家にあげる。
- 璃乃

#### 第3話（S1）
米山
演 - 金田明夫（第7話）
源太郎の先輩社員。会社を定年退職した。
多田
演 - 日向丈（第5話・S2第2話・第3話・第5話 - 第7話）
由香の上司。
魚屋
演 - 児玉宣勝

恵美
演 - 水谷彩咲（第7話・最終話・S2第4話）
美香の友人。
ユキ
演 - 菅井知美（第7話・最終話・S2第4話）
美香の友人。
社員
演 - 免出知之
デザイナー。
- 大塚リコ、師岡紗帆[49]、山口弥希[49]

#### 第4話（S1）
バーのママ
演 - 松本圭未

源太郎の友人
演 - 金田誠一郎

古澤木の実
演 - 江田友莉亜
源太郎の昔の恋人。
知野（ちの）くん
演 - 田中康寛
由香の高校時代の彼氏。突然、電話してくる。
ケンカするカップル
演 - 松岡里英、今村輝大
ひろみ
演 - 三浦萌
大輔が浮気心で連絡を取っていたが、里香にバレて別れ話をした相手。
山田タカシ
演 - 渡辺英雄
伊藤家のお茶の間のテレビで声と手元のみの出演。作家。
会社員
演 - 和木亜央、梅津翔
バーで一人で飲む由香に声をかける会社員。
- コッセこういち[58]、なうみ[59]

#### 第5話（S1）
リョータ
演 - 青柳塁斗（第6話・S2第3話・第7話）
歌のヘタなストリートミュージシャン。
マスター
演 - 入江甚儀
由香が道に迷って偶然見つけたバーのマスター。昼は喫茶店をしている。
宮野原ショウ
演 - 川野直輝（幼少期：前田琉碧）
里香の小学校の同級生。女の子の部屋に行くと、冷やし中華を作ってもらって恋人にできるかどうかを判断している。由香が作った春雨やパイナップルの入った冷やし中華を見てげんなりするが、一口食べて母親を思い出し涙を流す。
タクシー運転手
演 - 岸博之
由香を乗せたタクシーの運転手。急いでいる由香の様子を見て、抜け道を走ってくれる。
朝比奈
演 - みはと
由香らの取引先社員。
ユカリ
演 - 阿比留あんな
ショウに冷やし中華を作ってあげたが、食べた途端捨てられる。由香の隣人。
ショウの昔の彼女
演 - 加田穂乃華
ショウに冷やし中華を作ってあげるために、母親に電話して作り方を聞く。
ショウの母と妹
演 - 中野麻衣、高尾日歌
ショウが幼かった頃の母と妹。
小学生
演 - 松島由依
伊藤家の前を通って通学している小学生。
メグ
演 - 水野瑛
里香の友人。
ノーリ
演 - 小山莉奈
由香の会社の後輩。23才の新人。
占い師
演 - 横山利彦
由香が昔占ってもらった辻占い師。30歳までに幸せな結婚ができると由香に告げる。
マスターの妻
演 - 竹内渉
バーのカウンターで客のようにお酒を飲んでいる。
学の家族
演 - 岸田真弥（第6話、S２最終話）、武藤令子（第6話、S2最終話）、玉井らん（第6話、S2最終話）
学の両親と妹。実家に挨拶に来た美香を歓迎する。

#### 第6話（S1）
侵入者X
演 - 石黒賢（特別出演）
源太郎の会社で開かれた他社との合同戦略会議に、意味のない会議にありがちな用語のビンゴをしていた謎の人物。
里香の元カレ
演 - 伊島空
里香の元彼氏。里香がいつもお尻を布団から出して寝ていたのを思い出して、彼女に話す。
里香の元カレの彼女
演 - 鈴木ふみ奈
里香の「尻ラジエーター」の話を彼氏にされ、一緒に笑う。
女上司
演 - 松本享子
源太郎の会社の社員。休みの日に着物で歌舞伎を鑑賞中に、仕事上のことで部下に呼び出され出社する羽目になる。
岩田
演 - Sundayカミデ
源太郎の会社の社員。休みの日に、何かの競技に出ていたところを部下らに呼び出され仕方なく出社する。ヤギを飼っている。
長谷川
演 - 徳永笑美里（エンドクレジットでは徳永美里と誤記）
源太郎の会社の社員。いつも髪の毛の分け目が右だが、左の日に恐ろしいことが起こると噂されていた。
小山田
演 - 山城秀之
源太郎の同僚。合同戦略会議でありきたりな話をした人物。でもお給料はそこそこ貰っている、と部下らに噂されている。
インタビュアー
演 - 鶴あいか
由香の妄想に出てくる、テレビ番組のインタビュアー。リョータと由香にインタビューする。
ラーメン店店主
演 - 岩田丸
大輔が入ったラーメン屋の店主。注文通りタンメンを出したのに、タンメンが出てこないと大輔に叱責される。
里香を連れ帰る男
演 - 大塚航二朗（第7話、S2第1話）
公園で寝ている里香をホテルに連れて行って、何もせず寝かせてあげる。

#### 第7話（S1）
中華料理屋店主
演 - 伊藤正之
源太郎の贔屓にしている店。人気店だが跡継ぎもおらず、持病の腰痛もつらいので店を閉めることにしている。
受付の女性
演 - 邦木奈帆（最終話・S2第6話）
道端でマッサージの割引券を配っている受付の人。
施術者
演 - 市川知宏（最終話）
マッサージの下手な施術者。
施術者
演 - 石原和海（最終話）
マッサージの上手い施術者。
バス停の男
演 - 中村優一
里香の持っているカバンのメーカーを聞く。
里香の同僚
演 - 久保寺瑞紀（最終話）、安田弥央（最終話）
見かけでえらばなかった
演 - 駒木根隆介
由香の新しい彼氏。優しいけど思いやりに欠ける。
古本屋店主
演 - 酒井敏也（最終話）
ホテルで里香がうっかり自分のカバンの中に入れてしまった小説「アフリカの夜」が上巻しかなく、続きが気になり下巻を求めてやって来る。
里香の友人
演 - 西内ひろ
ニュースを見て、里香が雪山で遭難したのではないかと心配になり電話する。
警察官
演 - 辻川慶治
駅前で揉めている美香とユウジの仲裁に入る。
- 鬼倉龍大、松本こうせい[94]、上野山愛梨、浦口史帆（東海テレビアナウンサー）、速水里彩（東海テレビアナウンサー）

#### 最終話（S1）
合コン参加者
演 - 央川かこ
美香の友人・恵美とユキが参加した合コンで学に連絡先を渡される。
- 大内崇史

### ゲスト（S2）

#### 第1話（S2）
原さん
演 - 藤原竜也（友情出演、第2話・第4話・第5話・第7話・最終話）
里香の会社の上の階のデザイン会社「ライノーデザインズ」勤務の男性。新発売のまずいトロピカルドリンクをビル屋上の自販機で買ってしまう。既婚者。
大杉裕子
演 - 富田靖子
伊藤家の近所に住む謎多き女性。自宅住まい。以前は看護師をしていたが、今は自宅でレセプトのチェックをしている。
神田
演 - 永野宗典
源太郎の会社との取引を巡って金井と争う商業プランナー候補。プレゼン資料に裏紙を使うなど、エコロジー意識の高い人物。
痛いカップル
演 - 伊藤あすか、小松勇司
付き合い始めの可愛らしいカップルかと思われたが、実は女性が既婚者の不倫カップル。
松坂アンナ
声 - みはと
ドラマ「ライム色のトキメキ」の主演女優。
その相手役
声 - 村尾俊明
ドラマ「ライム色のトキメキ」のアンナの相手役の俳優。
金井
演 - 嶋村太一
源太郎の会社との取引を巡って神田と争う商業プランナー候補。弁舌爽やかで評価が高かったが、後にプレゼン資料がAIに作らせたものだとわかる。
ユウジの担当編集　
演 - うえきみゆ（第2話）
美人なのでユウジが浮気しているのではないかと、美香に疑われている。
ナンパ男
演 - 志生、六車勇登
バーで由香をナンパする会社員。

#### 第2話（S2）
ムッシュ
演 - 高橋克典
人気洋菓子店「シュクレ」のパティシエ。
重松
演 - 本多力
源太郎の会社も担当しているビルの清掃員。
平木
演 - 小早川俊輔
由香のグループ会社の同期。過去に由香に告白されたが断っている。
七海
演 - 大部恵理子
平木の恋人。相手にレモンをかけてもいいか聞かずに料理にレモンをかける人物。
酒井
演 - 七瀬公（第3話）
里香の大学の同級生。昔の話ばかりする。
回転するカップル
演 - 長谷部純、森口幸音
源太郎が重松や部下らと行った飲み屋の客。男性が余計なことを言ったばかりに、知らなくていいことを知ってしまい修羅場になる。
肉屋
演 - 松本こうせい

肉屋（タン）
演 - 杉浦慶子
小森を大森と間違って店の中につれていく。
受付嬢
演 - 伊藤優来
オオバ不動産の受付嬢。近くに重松がいるのに大あくびをする。
マスター
演 - 三浦英
源太郎が重松も誘って部下らと飲みに行った店の店主。
エレベーターのカップル
演 - 森脇梨々夏、小川翔
エレベーターの中で重松がいるのに、誰もいないから、と言ってキスしようとする会社員男女。
ラーメン屋のカップル
演 - 東条澪、水野智貴
小森が入ったラーメン屋にいるカップル。
ラーメン屋
演 - 伊田臣弥
小森が入ったラーメン屋さんの店員。
小森
演 - 浜野謙太（二役）
大森そっくりの男。みんなに大森に間違われ、戸惑う。しかし由香だけは別人だと気づく。
- 沼口拓樹、泉川萌生、佐藤誠[113]

#### 第3話（S2）
久富
演 - 相島一之
源太郎の取引先 ハッシュ・ビズ 本部長。うな重を食べた源太郎を責める部下たちを諫める。
惣菜屋さん
演 - 安藤聖
まる徳精肉店でお惣菜を売っているお姉さん。店の前を通りかかる由香に、いつもお天気のことなど話しかけてくる。
柳沢
演 - 松本享恭
由香の会社の取引先のハナブサ物産の社員。由香を個人的にご飯に誘う。
久富の部下
演 - 満田伸明、上田理絵
ハッシュ・ビズ 社員。プロジェクトの顧客向けパンフレットのミスが発覚した時にうな重を食べた源太郎を責める。
柳沢の上司
演 - 矢崎まなぶ
ハナブサ物産 社員。
局長
演 - 児玉拓郎（第5話 - 第7話）
由香の会社の上司。ハナブサ物産のプロジェクトを由香に任せる。
- 北野ともか、堀田勝、小野寺莉子

#### 第4話（S2）
森川
演 - 瀬戸利樹
里香の元カレ。
春田玲湖
演 - 真魚
鵯越コンサルティングの取引先、アケボノフードアンドビバレッジズ社員。
話題の人
演 - 真島茂樹
皆知っているのに源太郎だけ知らないショップ店員。
きれいな男
演 - 宮田龍樹
ブックデザイナー。キレイな男性だと、由香の社内で女子社員が色めき立つ。
山梨の取引先
演 - 矢作マサル
由香が山梨まで出張した取引先の社員。
ご飯屋の店員
演 - 山下アキラ

焼き鳥屋
演 - 鈴木理学
里香が昔よく行っていた焼き鳥屋さん。再会した森川と久しぶりに食べに行く。
ホテルのフロント
演 - 塚原さやか
由香が泊まった山梨のホテルのフロント係。
ロフトを目指す男
演 - 喜史川大私
美香の友だち・恵美の彼氏。恵美とのニャコニャコのためにロフトに上がっていく男。
羽山
演 - 友岡靖雅
アケボノフードアンドビバレッジズ社員。
菱川
演 - 小原英明
アケボノフードアンドビバレッジズ社員。

#### 第5話（S2）
野々村
演 - 山内圭哉
源太郎や由香たちの取引先。食事に行くと「少しずついろんな物を食べたい」ので単品を大量に頼む。食べられなかった物は当然残す。
「シモフサヤ食堂」店主
演 - 宮澤美保
源太郎が野々村たちを連れて行った食堂の店主。
取引先
演 - 小島功一、平山よう
野々村と同じ会社の社員たち。
「シモフサヤ食堂」店員
演 - 下島ハイリ、三戸陽

警察官
演 - 橋本恵一郎
大輔が訪ねてきた神田警察署あやめ橋交番の警官。
アネックスCM
声 - 斉藤麻衣子

#### 第6話（S2）
服部
演 - 佐戸井けん太
源太郎の同級生で親友。会社を経営していてとても羽振りが良かったが、最近倒産した。
サワ子
演 - 上西星来
美香の学生時代の友だち。家を訪ねる時は問答無用でピンポンを2回鳴らす。
川嶋（ネコ缶・匠）
演 - 樫尾篤紀（最終話）
ハムカツ&カンパニーの新人社員。由香が担当するランチコミュニケーションズとの共同プロジェクトに加わる。
先生
演 - こくぼつよし
里香が通うマッサージ店の施術者。
親方
声 - 増澤ノゾム
マッサージ店の裏手で工事している現場の親方。
前田くん
声 - 森山智寛
工事現場で親方に叱責されている青年。

#### 第7話（S2）
鼻パックしたい女
演 - 松田るか
道端で突然、大森を食事に誘う見ず知らずの女性。
レイ広田
演 - 青柳塁斗

サワヤカくん
演 - 佐藤知恩
里香が通うカフェの店員。昼下がりの客足のあまりない時間帯に、お皿に食べ物が残っていても「お下げしていいですか？」と聞いてくるのであまり寛げない。
先輩社員
演 - 巻島みのり

看護師
演 - 優木千央
千鶴が連れていかれた病院の看護師。
女優、リポーター
声 - 紺野千春、仁瓶あすか
テレビでインタビューを受ける女優とリポーター。
子ども
演 - 加藤翔太、髙取青依良、水谷瑚々
公園でカマキリを探している子どもたち。
- 高橋聖那[146]

#### 最終話（S2）
市島
演 - 原沙知絵
源太郎の元部下。鵯越コンサルティングで社内起業し、インテリアコンサルティング「鵯越ファニチャー」の社長をしている。
ナンパする男
演 - 岡宏明
数年前、普段着の里香を道端でお茶に誘った男性。
ネコ缶・極、ネコ缶・贅
演 - 新谷涼、甲斐翔太
由香のモテキ妄想に現れるネコ缶。
刑事
演 - 八代みなせ、浅見紘至、ヤマダユウスケ
盗撮犯を現行犯逮捕する刑事たち。
人情刑事
演 - 細井学
「泣かせのヤマさん」と呼ばれている刑事。
盗撮犯
演 - 赤松新
由香のスカートの中を盗撮して捕まる盗撮常習犯。
居酒屋店員
演 - 中村匡志
由香と大森がクリスマスに入った居酒屋の店員。ビールジョッキにきれいなシマシマを作りますね、と2人を褒める。
サンタ
演 - 田村魁成
クリスマスに彼女にプロポーズしようと買った70万円の婚約指輪を落としてしまったサンタ。
警察官
演 - 光永聖
里香たちが落とし物を届けに行った神田警察署あやめ橋交番の警察官。
トロピカルドリンクのカップル
演 - 里佳津乃、小山悠
クリスマスプレゼントはトロピカルドリンクの缶ジュース1年分でいいか、と聞くカップル。
家電店のカップル
演 - 市原洋、白濱貴子
「やっぱり白がいいんじゃない」と間違って里香に言ってしまい、平謝りするカップル。
ケーキを持ってくるカップル
演 - 結城陽葵、小倉史也
クリスマス感皆無の居酒屋で、バースデーケーキのお裾分けを里香たちに持ってくるカップル。
かるた読み手
演 - 木本景子
由香の妄想不倫かるたの読み手。
年越し中継
声 - 鶴あいか、大成修司

## スタッフ
- 企画 - 市野直親（東海テレビ）
- 原作
  - S1 - 伊藤理佐 『おいピータン!!』『おいおいピータン!!』（講談社「Kiss」連載）
  - Special Thanks：『渡る世間はオヤジばかり』（講談社 KissKC 所載）、『チューネン娘。』（祥伝社フィールコミックス）、『あさって朝子さん』（マガジンハウス）
  - S2 - 伊藤理佐 『おいピータン!!』『おいおいピータン!!』（講談社「Kiss」連載）
  - Special Thanks：『渡る世間はオヤジばかり』（講談社 KissKC 所載）、『チューネン娘。』（祥伝社フィールコミックス）、『あさって朝子さん』（マガジンハウス）、『ミックスリサ』（講談社漫画文庫）、『結婚泥棒』（集英社クイーンズコミックス）
- 脚本・演出・総合演出 - 山口雅俊（ヒント）
- 演出 - 水田成英（FCC・S1）土岐洋介（S2）
- エグゼクティブプロデューサー - 宮川朋之（日本映画放送）
- プロデューサー
  - S1 - 山口雅俊（ヒント）、遠山圭介（東海テレビ）、塚田洋子（日本映画放送）、藤井理子（日本映画放送）、森正文（ヒント）
  - S2 - 山口雅俊（ヒント）、遠山圭介（東海テレビ）、塚田洋子（日本映画放送）、清水拓哉（日本映画放送）、森正文（ヒント）
- 音楽 - 「おいハンサム‼︎」オリジナルサウンドトラック MAYUKO、眞鍋昭大、宗形勇輝（ワンミュージック）
- オープニングテーマ - 和田アキ子「YONA YONA DANCE」（ユニバーサルミュージック）[159]
- エンディングテーマ
  - S1 - ユーリズミックス「There Must Be An Angel」
  - S2 - The Ronettes「BE MY BABY」
- 協力プロデューサー - 中頭千廣（東海テレビ）（S2）
- 制作協力 - ヒント（S2）
- 製作 - 東海テレビ、日本映画放送

## 放送日程

### Season1
| 各話   | 放送日         | サブタイトル                                       | ラテ欄                    | 演出     |
| ------ | -------------- | -------------------------------------------------- | ------------------------- | -------- |
| 第1話  | 2022年 1月08日 | 恋とゴハンと三姉妹。伊藤家の大問題                 | なぜ有料!? ウーロン茶     | 山口雅俊 |
| 第2話  | 1月16日        | 木曜日にコンパに出かけ金曜日は別れ話               | リモコンを持ち出す女      | 山口雅俊 |
| 第3話  | 1月22日        | 冷蔵庫の片隅にネギ7センチ。                        | 私のアワビと7センチのネギ | 山口雅俊 |
| 第4話  | 1月29日        | 別れ話にコーヒーゼリー食べる男と五番街のマリー     | 別れ話に珈琲ゼリー?!      | 水田成英 |
| 第5話  | 2月05日        | 冷麺で女を試す男と体重計でマウンティングする女など | 体重計でマウントとる女    | 水田成英 |
| 第6話  | 2月12日        | 明かされるタンメンの秘密と侵入者のビンゴ           | ビンゴ”! タンメンの意味   | 山口雅俊 |
| 第7話  | 2月19日        | 失ってからではもう遅い!? 本当の恋と町中華          | 失って気づく天津丼と恋    | 山口雅俊 |
| 最終話 | 2月26日        | 伊藤家、三姉妹最後の選択は?! 恋とおでん            | 三姉妹、最後の選択へ      | 山口雅俊 |

- 第2話は『土曜プレミアム・映画コンフィデンスマンJPプリンセス編』（フジテレビ制作、21:00 - 23:40）の放送のため、30分繰り下げ（翌0:10 - 1:05、日曜になってからの放送）の予定だったが、放送途中の0:15に日本時間15日13:00頃に発生したトンガのフンガ・トンガ火山噴火に伴い津波警報が奄美群島・トカラ列島に発令されたため0:33から放送中断[1]、報道特別番組を挟み2:08 - 2:40に続きから放送した[1][2]。このため、東海テレビは後日一部系列局での再放送を発表した[162]。

第2話の再放送実施局・日時
- 東海テレビ放送（製作局） 1月22日 12:00 - 13:00
以下放送日時の早い順番に記載。
- テレビ西日本 1月20日 0:55 - 1:55（19日深夜）
- テレビ新広島 1月20日 1:00ｰ2:00（19日深夜）
- フジテレビジョン 1月20日 14:45 - 15:45
- 高知さんさんテレビ 1月20日 15:50 - 16:50
- 福井テレビジョン放送 1月21日 0:55 - 1:50（20日深夜）
- 北海道文化放送 1月21日 1:50ｰ2:45（20日深夜）
- さんいん中央テレビジョン放送 1月21日 2:10 - 3:05（20日深夜）
- テレビ長崎 1月21日 2:35 - 3:30（20日深夜）
- 鹿児島テレビ放送 1月21日 3:00 - 3:55（20日深夜）
- 富山テレビ放送 1月21日 3:05 - 4:00（20日深夜）
- 岡山放送 1月21日 14:45 - 15:45
- 福島テレビ 1月21日 14:50 - 15:45
- 関西テレビ放送 1月21日 15:45 - 16:45
- 秋田テレビ 1月21日 15:50 - 16:45
- テレビ静岡 1月22日 1:15ｰ2:10（21日深夜）
- さくらんぼテレビ 1月22日 1:55 - 2:50（21日深夜）
- 仙台放送・長野放送 1月22日 2:10 - 3:05（21日深夜）
- 石川テレビ放送 1月22日 2:45 - 3:33（21日深夜）
- 岩手めんこいテレビ 1月22日 3:10 - 4:05（21日深夜）
- NST新潟総合テレビ 1月22日 3:15 - 4:10（21日深夜）
- テレビ愛媛 1月22日 14:00 - 15:00
- サガテレビ 1月22日 15:00 - 16:00
- 再放送が行われなかった局 テレビ熊本、沖縄テレビ放送

### Season2
| 話数                                                         | 放送日         | サブタイトル         | サブタイトル                           | 脚本     | 演出     | 視聴率 |
| 話数                                                         | 放送日         | 地上波               | 配信                                   | 脚本     | 演出     | 視聴率 |
| ------------------------------------------------------------ | -------------- | -------------------- | -------------------------------------- | -------- | -------- | ------ |
| 第1話                                                        | 2024年 4月06日 | 寝違えたのに幸せ     | 恋とゴハンと三姉妹 帰って来た伊藤家    | 山口雅俊 | 山口雅俊 | 2.6%   |
| 第2話                                                        | 4月13日        | バキュンですよの秘密 | 知りたい? 知りたくない? バキュン問題   | 山口雅俊 | 山口雅俊 |        |
| 第3話                                                        | 4月20日        | パパと娘の勝負飯     | 緊急! うな重問題とラーメン戦士誕生     | 山口雅俊 | 山口雅俊 |        |
| 第4話                                                        | 4月27日        | 思い込み武田信玄     | 思い込みがち? 武田信玄と恋愛リサイクル | 山口雅俊 | 山口雅俊 |        |
| 第5話                                                        | 5月04日        | フランス行きたい     | タイ焼きをキッチリ「半分こ」できる?    | 山口雅俊 | 山口雅俊 |        |
| 第6話                                                        | 5月11日        | 急ににたくなったパパ | ガブとペーイチの物語。シイナの警告     | 山口雅俊 | 土岐洋介 |        |
| 第7話                                                        | 5月18日        | 水筒とパンの耳はどこ | 水筒と食パンの耳の居場所を推理せよ!    | 山口雅俊 | 山口雅俊 |        |
| 最終話                                                       | 5月25日        | 心理学上のアレね     | 心理学上のアレ!娘たちよ選びなさい!!    | 山口雅俊 | 山口雅俊 |        |
| （視聴率はビデオリサーチ調べ、関東地区・世帯・リアルタイム） |                |                      |                                        |          |          |        |

- 第5話は『特別編集版鬼滅の刃 刀鍛冶の里　敵襲編刀鍛冶の里編2夜連続放送！（フジテレビ制作、19:00 - 21:34）の放送のため、40分繰り下げ（翌0:20 - 1:15・日曜日になってからの放送）

## 映画
『映画 おいハンサム!!』のタイトルで2024年6月21日に公開された。

### キャスト（映画）

#### ゲスト（映画）
たかお
演 - 宮世琉弥
3姉妹の幼なじみ。昔は太っていて里香に「ぶう」というあだ名を付けられた。
イサオ
演 - 野村周平
ホストや若い女性の派遣などで稼ぐスカウト「チーム」のリーダー。美香に猛烈にアプローチする。
謎の男
演 - 中尾明慶
伊藤家の前に現れる。
スグル
演 - 内藤秀一郎
イサオが率いる「チーム」の幹部。美香をナンパする。
美緒
演 - 浅川梨奈
たまたま自分の「先」を行く源太郎のことが気になり追いかける女性。
ナンシー
演 - アナンダ・ジェイコブズ
源太郎と偶然知りあい日本観光に付き合ってもらう。
幹九郎
演 - 六角精児
たかおの父。源太郎の従兄弟。京都の和菓子屋の腕の良い職人。
京子
演 - 松下由樹
たかおの母。恋愛疎開してきた里香を受け入れるが、実は幹九郎と離婚している。

### スタッフ（映画）
- 原作：伊藤理佐『おいピータン!!』『おいおいピータン!!』（講談社「Kiss」連載）
- Special Thanks：『渡る世間はオヤジばかり』（講談社KissKC所載）、『チューネン娘。』（祥伝社FEEL COMICS）、『あさって朝子さん』（マガジンハウス）、『ミックスリサ』（講談社漫画文庫）、『結婚泥棒』（集英社クイーンズコミックス）
- 脚本・監督：山口雅俊
- 製作：石原隆、山口雅俊、市川南、森正文、菅井敦、深川辰巳、石井紹良、角田真敏、大熊一成、佐藤美由紀
- エグゼクティブ・プロデューサー宮川朋之
- プロデューサー：山口雅俊、塚田洋子、清水拓哉、多治見薫
- アソシエイトプロデューサー：市野直親、遠山圭介、中頭千廣
- 音楽：MAYUKO、眞鍋昭大、宗形勇輝
- 撮影：板倉陽子
- 照明：緑川雅範
- 録音：西山徹
- 編集：柳沢竜也
- 美術：平井淳郎
- 装飾：篠田公史、武田俊介
- 持道具：坂田幸穂
- スタイリスト：SAKAI
- ヘアメイク：石下谷陽平、熊谷波江（吉田鋼太郎担当）
- 視覚効果：松本肇
- サウンドエディター：飯島啓実
- 選曲：小西善行
- ミュージックエディター：藤村義孝
- 記録：柿崎徳子
- 助監督：土岐洋介、阿部雅和、横内喬
- 製作担当：堀田剛史、浅井洋一
- 宣伝プロデューサー：宮崎隼人
- ラインプロデューサー：原田博志
- 企画協力：講談社
- 配給：東宝
- 制作プロダクション：ヒント
- 製作：映画「おいハンサム!!」製作委員会（日本映画放送、ヒント、東宝、ウィーンの森、ホリプロ、東海テレビ放送、REMOW、講談社、ポニーキャニオン、ホリプロ・ブッキング・エージェンシー）